# Metal Gear Solid: HD Collection
Metal Gear Solid: HD Collection is een verzameling van geremasterde porteringen van Metal Gear Solid 2: Sons of Liberty, Metal Gear Solid 3: Snake Eater en Metal Gear Solid: Peace Walker, voor de PlayStation 3 en Xbox 360.
De PlayStation Vita-versie van Metal Gear Solid: HD Collection bevat alleen geremasterde porteringen van Metal Gear Solid 2: Sons of Liberty en Metal Gear Solid 3: Snake Eater.